# Maria Canins
Maria Canins (Badia, Trentino - Alto Adige, 4 de juny de 1949) va ser una esquiadora i ciclista italiana.
Va començar a competir amb l'esquí nòrdic, on va aconseguir quinze campionats nacionals en diferents distàncies. Canins es va passar al ciclisme amb 32 anys però va aconseguir notables èxits entre ells sis medalles als Campionats del Món, deu campionats italians, entre ruta i contrarellotge, i nombroses curses per etapes i d'un dia.

## Palmarès en ciclisme
- 1982
  -  Campiona d'Itàlia en ruta
- 1984
  -  Campiona d'Itàlia en ruta
  - 1a al Trofeu Alfredo Binda
  - 1a al Coors Classic i vencedora d'una etapa
  - Vencedora d'una etapa al Postgiro
- 1985
  -  Campiona d'Itàlia en ruta
  - 1a al Tour de França i vencedora de 5 etapes
  - 1a al Postgiro i vencedora d'una etapa
- 1986
  - 1a al Tour de França i vencedora de 5 etapes
  - 1a al Postgiro i vencedora de 2 etapes
- 1987
  -  Campiona d'Itàlia en ruta
  -  Campiona d'Itàlia en contrarellotge
  - 1a al Tour de l'Aude i vencedora d'una etapa
  - 1a al Giro del Friül
  - Vencedora de 3 etapes al Tour de França
- 1988
  -  Campiona del món en contrarellotge per equips (amb Monica Bandini, Roberta Bonanomi i Francesca Galli)
  -  Campiona d'Itàlia en ruta
  -  Campiona d'Itàlia en contrarellotge
  - 1a al Giro d'Itàlia i vencedora d'una etapa
  - 1a al Crono des Herbiers
  - Vencedora de 2 etapes al Tour de França
- 1989
  -  Campiona d'Itàlia en ruta
  -  Campiona d'Itàlia en contrarellotge
  - 1a al Crono des Herbiers
  - 1a al Giro del Friül
- 1990
  -  Campiona d'Itàlia en contrarellotge
  - 1a al Tour de la Drôme i vencedora de 3 etapes
  - 1a al Trofeu Alfredo Binda
  - Vencedora d'una etapa al Giro d'Itàlia
- 1992
  - 1a al Trofeu Alfredo Binda